# Comunidade das Filipinas
Comunidade das Filipinas (em filipino:  Komonwelt ng Pilipinas; em castelhano:  Mancomunidad de Filipinas) foi o corpo administrativo que governou as Filipinas entre 1935 a 1946, além de um período de exílio na Segunda Guerra Mundial entre 1942 a 1945, quando o Japão ocupou o país. Substituiu o Governo Insular, um governo territorial dos Estados Unidos, e foi criada pelo Ato Tydings-McDuffie. A Comunidade foi concebida como uma administração transitória em preparação para a plena consecução da independência do país.
Durante mais de uma década de existência, a Comunidade teve um executivo forte e um Supremo Tribunal. Sua legislatura, dominada pelo Partido Nacionalista, foi primeiramente unicameral, porém mais tarde bicameral. Em 1937, o governo selecionou o Tagalog – o idioma de Manila e suas províncias vizinhas – como base da língua nacional, embora fosse muitos anos antes de seu uso se generalizar. O sufrágio feminino foi adotado e a economia se recuperou para o nível pré-Depressão antes da ocupação japonesa em 1942.
O governo da Comunidade partiu para o exílio entre 1942 a 1945, quando as Filipinas estiveram sob ocupação japonesa. Em 1946, a Comunidade encerrou e as Filipinas reivindicariam soberania plena, tal como previsto no artigo XVIII da Constituição de 1935.